# 1100 Peachtree
Le 1100 Peachtree est un gratte-ciel de style post-moderne de bureaux de 130 mètres de hauteur construit à Atlanta en 1990 et conçu par l'agence Smallwood Reynolds Stewart basée à Atlanta.